# ザ・ミドル 〜中流家族のフツーの幸せの登場人物
ザ・ミドル 〜中流家族のフツーの幸せの登場人物では、現在ABCで放送中の『ザ・ミドル 中流家族のフツーの幸せ』で描かれる主な登場人物を記述する。

## ヘック家
フランシス "フランキー" ヘック（Frances "Frankie" Heck）
演 - パトリシア・ヒートン（英）/声 - 井上喜久子
マイクの妻でありアクセル、スー、ブリックの母親。
低身長に赤毛が特徴的だが髪は白髪を隠すため染めている。
元歯科医受付担当、現自動車販売店エイラトモーターズ販売員。
この物語の主人公で、それぞれのエピソードは毎回「アメリカでは毎年…」や「ここアメリカ中西部では伝統的に…」等の格言や解説的な彼女のトークから始まる。
フランキーの思考は基本的には家庭に重きを置いており、多くの場合良妻賢母を目指し行動し生活している。模範としてしばしば向かいのドナヒュー家のナンシーを定めている。
また彼女個人としては胸に秘めた理想的な洗練された中年女性への憧れも少なからずある。
得意料理はドライブスルーやテイクアウト。
周囲で起こる様々な出来事に非常に影響され易い性格で、日々それらを活かし家庭をより良い方向に導こうとするが、空回りのすえ徒労に終わることが多い。そのためヘック家はいまだ一般的な中流家庭を脱するに至っていない。
マイクのことはいまだに理解できない部分もあり衝突も絶えないが、子育てのいいパートナーとして互いの長所を活かし合っている。
アクセルには煙たがれるが彼女自身子離れがまだできておらず、フランキーは彼がごく稀に見せるまだ幼く純粋な"アクセル"の影に浸っている。
スーにとっては数少ない理解者でありスーの新たな挑戦をいつも無条件で応援する大きな支えでもある。同性と言うこともあり恋愛相談やショッピングなど、健全な親子関係を築いている。
ブリックには手を焼かされ通しで、彼に関しては学校の教育方針と意見が一致しない。しかし彼の中の光るものを信じており、一つ一つブリックのペースで何かを成し遂げるたびに彼の持つ個性に納得している。
マイケル "マイク"ヘック・ジュニア（Michael "Mike" Heck Jr.）
演 - ニール・フリン（英）/声 - 志村知幸
フランキーの夫でありアクセル、スー、ブリックの父。
高身長に輝く瞳が特徴。
採石場で地道に働いていたが前任者の突然の事故により前触れなく管理職へと昇級している。
物事の行く末を静観する性格のためフランキーにはしばしば家庭や近所に無関心だと叱責されている。
スポーツはプレイも観戦も好み、コルツと言う地元チームを応援し続けているがここ数年の成績は芳しくない。
フランキーの家族を巻き込む思い付きの発言は、地下室で大人しくしていれば通り過ぎる嵐のようなものだとすでに諦めている。
アクセルの日頃からの親への態度には不満を募らせているが、各スポーツのシーズン毎にエース選手として活躍する息子を誇りにも思っており、アクセルが彼の"お気に入り"でもある。また扱いの難しい年頃のアクセルともバスケやフットボールを介せば通じ合うことができるため、ホームカミング等のスポーツ観戦中なども仲が良い。
スーが様々な課外活動の審査に落ち続けることには半ば呆れており、毎回無駄だと思っている。フランキーが不在の時などにスーが持ちかける女性ならではの質問や恋愛相談には対処するすべがないため警戒している。
ブリックにはアクセルのようなスポーツ交流が通じず、そんなインドア派な彼の男としての将来を憂いている。しかしブリックに眠る頑なな性格や負けず嫌いな部分を垣間見た時には、ブリックの道が決して閉ざされたもののみではないと感じた。
アクセル・レッドフォード・ヘック（Axl Redford Heck）
演 - チャーリー・マクダーモット（英）/声 - 中田隼人
フランキーとマイクの息子で、長男。スーとブリックの兄で兄弟一の年長者である。
無造作に伸ばされた髪と父譲りの瞳が特徴。また理由がない限りは家の中で服を着ない。
学校の友人でフットボールのチームメイトでもあるショーンやダリンと、日々危険と愚行を織り交ぜたかのようなティーンエイジャーライフを送っている。3人はバンドも組んでいるがフランキーから見た彼らは「演奏しないバンド」だった。
自らをイケメンと信じて疑わず、その自信からか学校では確たる地位を築き上げている。
何事にもクールを決め込んでいるつもりで、凡庸なものには何かにつけて「ダサい」と言う。
容姿端麗スポーツ万能でバスケとフットボールのスター選手であるため異性の目にとまることは多いが、その性格のためか女性と長く続くことは少ない。
その斜に構えた姿勢と天性とも思えるような軽やかな口ぶりで目に入る大概のものを皮肉り家族もその例外ではないが、有事には家族を何よりも優先するなど長兄としての務めも果たす。
さも一人前であるかのように振る舞ってはいるが、失恋の痛みを母の胸で癒すなど、まだまだ成長しきれずにいる。
フランキーの世話焼きにはうんざりしており距離を保つよう心掛けているが、彼女が手をかけなければただの10代のスポーツ少年であるため衣食住の日常生活もままならない。
マイクのことは無意識のうちに男として超えるべき壁だと考えているようで、特にマイクの得意なバスケで長く目標となっていた。
スーをからかうのが趣味であり日課にもなっている。スーが何かに挑戦する時には自殺行為だと言わんばかりに首を釣るジェスチャー等をする。しかし落ち込んでいるスーに自らのユニフォームをプレゼントしたり、スーが授業に遅刻しないように気付かれぬ所で手助けするなど、兄妹としては大切に思っている。
ブリックとは相部屋で、アクセルから見ればブリックは抜けているダサいヤツだがその知識は利用できると考えており、何かを計画する際には片棒を担がすことが多い。末っ子のブリックに対しては保護者的な責任感も少なからず持っている。
スー・スー・ヘック（Sue Sue Heck）
演 - イーデン・シェール（英）/声 - 棟方真梨子
フランキーとマイクの娘で、長女。
アクセルの2つ下の妹でありブリックの姉、3兄弟の真ん中にあたる。
その生真面目な性格を思わせる髪の分け目と上顎前突症の矯正器具が特徴。
悩み事が多いように見えるにもかかわらず根っからの前向き思考であり揺るぎ無い楽観主義者で、努力家でもある。
彼女の絶え間ない努力にもかかわらず、学校生活では存在感が極めて薄い。
他人への配慮ができ、規則を重んじるヘック家では貴重な人材なはずだが、不運にもトラブルメーカーである。
誕生日は2月29日で4年に一度しか誕生日が来ない。
ヘック家唯一の左利き。
フランキーを立派な母親と尊敬しつつも、なんでも打ち明け合う2人の関係はある種の親友のようなものでもあり、身近に感じられる母の存在をとても大切に思っている。またフランキーは度々スーに自らの10代の姿を投影しているため、おねだり交渉が通じ易い。
マイクにはフランキーと違いおねだりも通じ難く、価値観の違いなども感じている。しかし自らを娘として大切に扱ってくれているマイクの愛には気付いており、そんな父を慕っている。
アクセルには毎日のようにからかわれ、滅多に全員で囲まない食卓でも必ずと言っていいほどケンカになる。また高校等ではアクセルから「関係者と思われたくないから近付くな」と接近禁止令を出されたりもした。家の中では傍若無人で手の付けられないアクセルだが、そんな彼に負けじと食ってかかるスーは、アクセルとはさながら良きケンカ友達である。
ブリックの前では特に良き姉であり正しき人であろうと努力を惜しまない。しかしスーとブリックは2人とも図らずしてトラブルを引き込む質であり予期せぬ不意打ちにも弱いため、結果雪だるま式に問題や嘘が膨らんでしまう。
ブリック・ヘック（Brick Heck）
演 - アッティカス・シェイファー（英）/声 - 沖田愛
フランキーとマイクの息子で二男。アクセルとスーの弟で末っ子である。
言葉の最後に、自らに囁くのが特徴である。
読書が趣味で、印刷物に使用される様々なフォントを好む。また三音節の単語を聞くと安心できるとも話している。
同年代の子どもをはるかに凌駕した読解力を有する。
また映像記憶能力があり、一度読んだ書物はページ、段落、挿絵や図解等も完璧に記憶している。
ブリックは非常に独特な空気に包まれており(作中で明言されたことはないがアスペルガー症候群であると思われる)、そのため友人に溶け込むことが難しくフランキーとマイクはブリックの発育を心配していた。
その個性的な性格から数々のトラブルに見舞われ通しだが「あらら」や「どんなもんだろう」という呑気な台詞でぬるりと乗り切っている。
フランキーの思い付きや日々の騒動は、自らに害がない限りはマイク譲りの冷静さで静観している。
マイクのスポーツに対する熱意が理解できず、また何度もスポーツ関係でマイクを失望させた。
アクセルとは同室だが互いに部屋の使い方や生活態度に不満がある。
スーとは仲が良く意見の不一致以外のケンカはあまりしない。

## 親類

### フランキーの親類
パット・スペンス（Pat Spence）
演 - マーシャ・メイソン（英）/声 - 勝生真沙子
フランキーの母。実家が遠く離れているため、クリスマスや母の日等の特別なイベントがない限り行き来がない。
何事も重く受け止めることはせず、どっしりと構え明るく笑い飛ばす明るい性格。
孫たちにはたまにしか会えないためとても甘い。
タグ・スペンス（Tag Spence）
演 - ジェリー・ヴァン・ダイク（英）
フランキーの父。
話し好きであり妻のパット同様とても明るい。
年末になるとその底抜けの明るさを携えマイクの元にやってくる、クリスマスの災い。
孫に対してももちろん優しい祖父である。
ジャネット（Janet）
演 - モリー・シャノン（英）
フランキーの妹。
口が達者でぬるりとフランキーに成り代わり好条件の物を手に入れる。
イーディ・フリーホールド（Edie Freehold）
演 - ジャネット・ミラー（英）
フランキーの叔母。
頭に乗せた髪色にあわないウィッグが特徴的。
非常に高齢な要介護者だが近くに住む親戚がフランキーしかいないため、主にフランキーとマイクで介護している。マイクはフランキーがお人好しだから押し付けられたと考えているため現状に不満を持っている。
酒とタバコをこよなく愛し、常日頃から飲酒と喫煙を続けているが喫煙に関しては毎回自身で噎せている。
同居人ジニーの認知症を心配するが、イーディ本人もフランキーとマイクに認知症の心配をされている。
ジニー・フリーホールド（Ginny Freehold）
演 - フランシス・ベイ（英）
足腰が弱り車椅子に乗ったフランキーの叔母。
イーディと助け合い、酒とタバコを楽しみながら生活している。
ジニーを演じるフランシス・ベイが惜しまれつつこの世を去ったため、ジニーの死が伝えられたエピソードの最後にはフランシスに捧げるメッセージが表示された。
ドリス（Doris）
演 - ジョージ（英）
イーディとジニーのペットで犬種はバセットハウンド。
2人の受動喫煙の影響で健康状態が優れない。
ブリックが世話に奮闘している時に仔犬を出産した。

### マイクの親類
マイケル "ビッグ・マイク" ヘック・シニア（Michael "Big Mike" Heck Sr.）
演 - ジョン・カラム（英）
マイクとラスティの父。
頑固なマイクをさらに偏屈にしたような性格で、そのくせ当たりが堅い訳でもなく、非常に扱いの難しい人物である。
思ったこと、感じたことを素直に口にできない。そのため愛情を表に出すのが苦手であり、誤解され易い。また好意に甘えるのも下手なため周囲はとても気を遣う。
ラスティ・ヘック（Rusty Heck）
演 - ノーム・マクドナルド（英）
マイクの弟でありビッグ・マイクの子。
口数が少ない、感情表現が苦手という点で兄や父に似ている。
失敗が多くその度に言い訳もするのでマイクからの信頼度は低い。
父が十分に愛を示さなかったためか家族からの愛情に飢えており、兄を慕っている。
また家庭の温かみを感じられるヘック家に少なからず憧れを抱いている。

## その他
ボブ（Bob）
演 - クリス・カッテン（英）
フランキーの同僚であり友達。